# 自動車電話

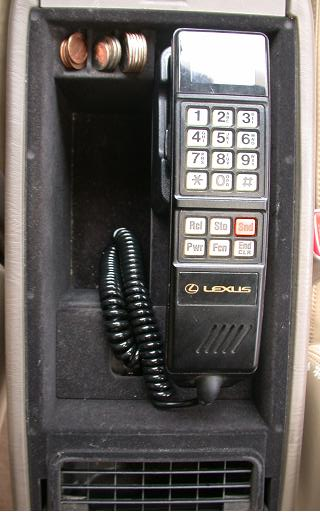
高級自動車・レクサス・LSに搭載されている自動車電話（1989年）

自動車電話（じどうしゃでんわ）とは、自動車搭載の電話機による移動体通信である。受話器と機械部が分離された通信機器で、陸上の基地局で公衆交換電話網と相互接続されるシステムとなっている。自動車電話は公衆交換電話網に接続する移動電話サービスの技術であり、のちに普及する携帯電話システムの元となった。

## 欧米の自動車電話

### 北米
初めての、公衆交換電話網と接続された自動車対象の移動無線電話システムは、1946年にアメリカミズーリ州のセントルイスでの、サウスウエスタン・ベル電話会社による手動交換接続式自動車電話だといわれている。
このサウスウエスタン・ベル社による自動車電話は手動交換接続であったため電話交換手を必要とした。周波数には150MHz帯に60kHz間隔で6chの割り当てしかなかった。そのため同時通話可能数が少なかった。また、トランシーバーと同じく同時通話の出来ない単信式であり、1つの基地局が受け持つ範囲も半径20 - 30km前後の非常に広い範囲でカバーする大ゾーン方式で、移動に応じて通信を途切れさせること無く基地局を変更するハンドオーバー機能が無かった。
1961年に400MHz帯が割り当てられて同時通話可能数が増えた。さらに1967年に自動交換式のサービスが開始された。
なお、カナダでは1947年に手動交換式のサービスが開始された。

### ヨーロッパ
スイスでAutophon社（現Ascom）が1949年にRadiovoxの名称で開始し、3年後には自動交換網に接続された。
ドイツ（旧西ドイツ）で1950年に手動交換式のサービスが開始された。
スウェーデンで1951年に手動交換式のサービスが開始された。
イギリスで1959年に手動交換式のサービスが開始された。
フランスで1969年に手動交換式のサービスが開始された。

## 日本の自動車電話
日本では民生用以前から、警察・消防・防災行政業務用に「移動警察電話」「移動消防電話」「防災行政無線電話」のシステムが存在した。多くは本部長・部長など幹部職員が本部や関係機関と連絡を取る為の専用回線として使用されていた。これらは、複信方式の無線機を単に有線網に接続しただけであり、日本において現在の携帯電話に続いていく方式は後述のNTT方式となる。
民生用としてサービスインしてからは、自動車（乗用車）内で連絡を取る必要性が高いビジネスマンや新聞記者、政治家・官僚らが使うハイヤー・社用車、個人タクシーの連絡用途に設置されることが多かった。希にタクシーで乗客が使用できる通話料金度数制の自動車電話が設置されている事もあるが、2000年代前半以降はかなり稀少になった。
1980年代に規制緩和に伴う新規事業者参入により、競争が発生し料金が低下し、土木建築現場やイベント会場などの遠隔地での通信手段確保の用途に広がり、現在の携帯電話の下地を作った。携帯電話の技術進展により、自動車電話と遜色なく通話等利用できるものになったため、規模は10万契約を割っている。
NTTドコモ・au（旧日本移動通信）が展開していたPDC方式（第二世代携帯電話）の自動車電話は「デジタルカーホン」の製品名となっている。移動中でも高品質で安定した通信が可能な第三世代携帯電話の進展に伴い、2002年以降新規展開を大幅に縮小した。
2000年代には携帯電話が大きく成長したことで自動車電話を取り巻く状況は大きく変化し、2000年代後期になると新規顧客や利用者がほぼいない状態となった。

### NTT
1954年に日本電信電話公社電気通信研究所によってアナログ携帯電話の系譜につながる移動電話システムの研究が開始された。研究所無線課の岩井文彦、森永隆廣が中心となってシステムの開発が行われた。1961年には手動交換式の自動電話システムが誕生した。1966年には全自動交換方式、ハンドオーバー可能な本格的な自動車電話方式の開発に着手。1967年には全自動交換方式に改良した、16無線チャネルを使ってのハンドオーバーを可能とした世界初の本格的な民間用自動車電話として開発を完了した。しかし、当時使用可能であった400MHz帯では帯域が狭く加入者容量が十分でないとの判断で、民間用としてはサービスが見送られ、1970年に都市災害対策用の持ち運び式の電話システムとして東京23区に導入された。その後、より広い帯域を確保するために800MHz帯が開発され、民間用としては世界で初めて1979年12月3日に本格的な自動車電話サービスが開始された。
収容可能移動局を増やすため、一つの基地局あたりのカバー範囲を半径数km程度にする電波の利用効率の良い小ゾーン方式とし、帯域の広い800MHz帯を使用し、ハンドオーバーを可能にしたものである。
当時機器類はすべて電電公社からのレンタル品であり、保証金20万円のほか、月額基本料3万円、通話料が6秒で10円と、非常に高額であった。このため、当初は大手企業の社長など経営幹部の社用車に設置され、後部座席に座る幹部と本社の緊急ビジネス連絡用に使用された。
自動車電話は自動車のバッテリーから電装品として給電されるが、その電源を電話機に搭載し可搬式としたものがショルダーホンである。1980年代に登場した携帯電話の原型となる受話器型の機種は大振りであり、1991年に超小型機種シリーズの「mova」が登場する以前の移動体通信は、ショルダーホン・自動車電話およびポケットベルが主流の時代であった。別冊宝島には1985年のサブカル・流行の1つとしてショルダーホンが紹介されている
1993年にPDC方式の「デジタルmova」の登場により自動車電話も「デジタルカーホン」シリーズとなる。2002年7月にNTTドコモの当時社長であった立川敬二が不採算となっている自動車電話サービスを終了することを示唆したが、機種の販売を継続してきた。
しかし、2008年11月末にmovaサービスともども自動車電話も新規申込みを終了。2009年1月にやはりmovaともどもサービス自体を2011年度いっぱいで終わらせることが発表された。2009年7月31日には自動車電話などの新規レンタル申し込みも終了し、予定通り2012年3月31日にサービスを終了した。

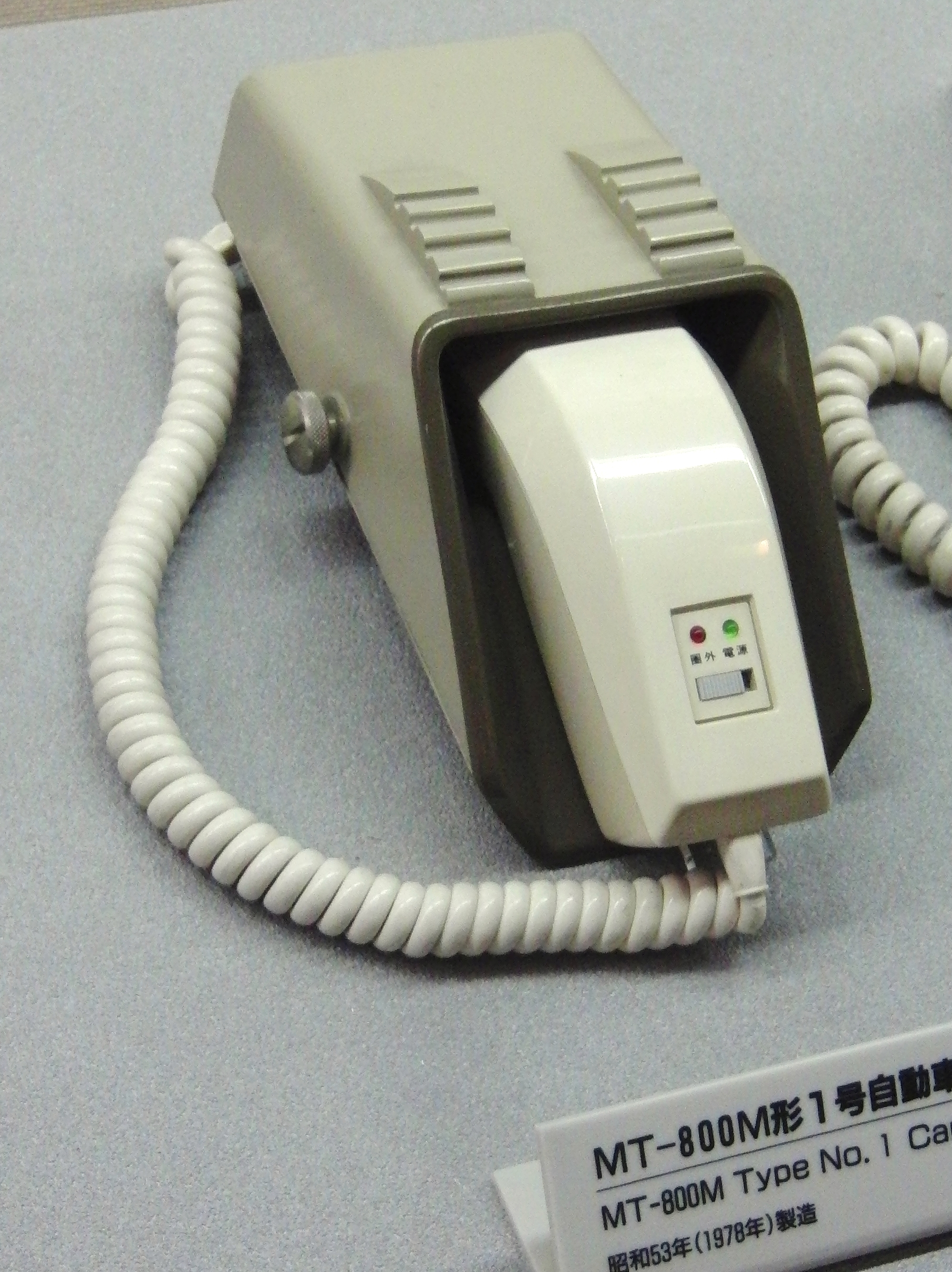
初期の自動車電話機の受話器。MT-800M形1号。1978年製造。
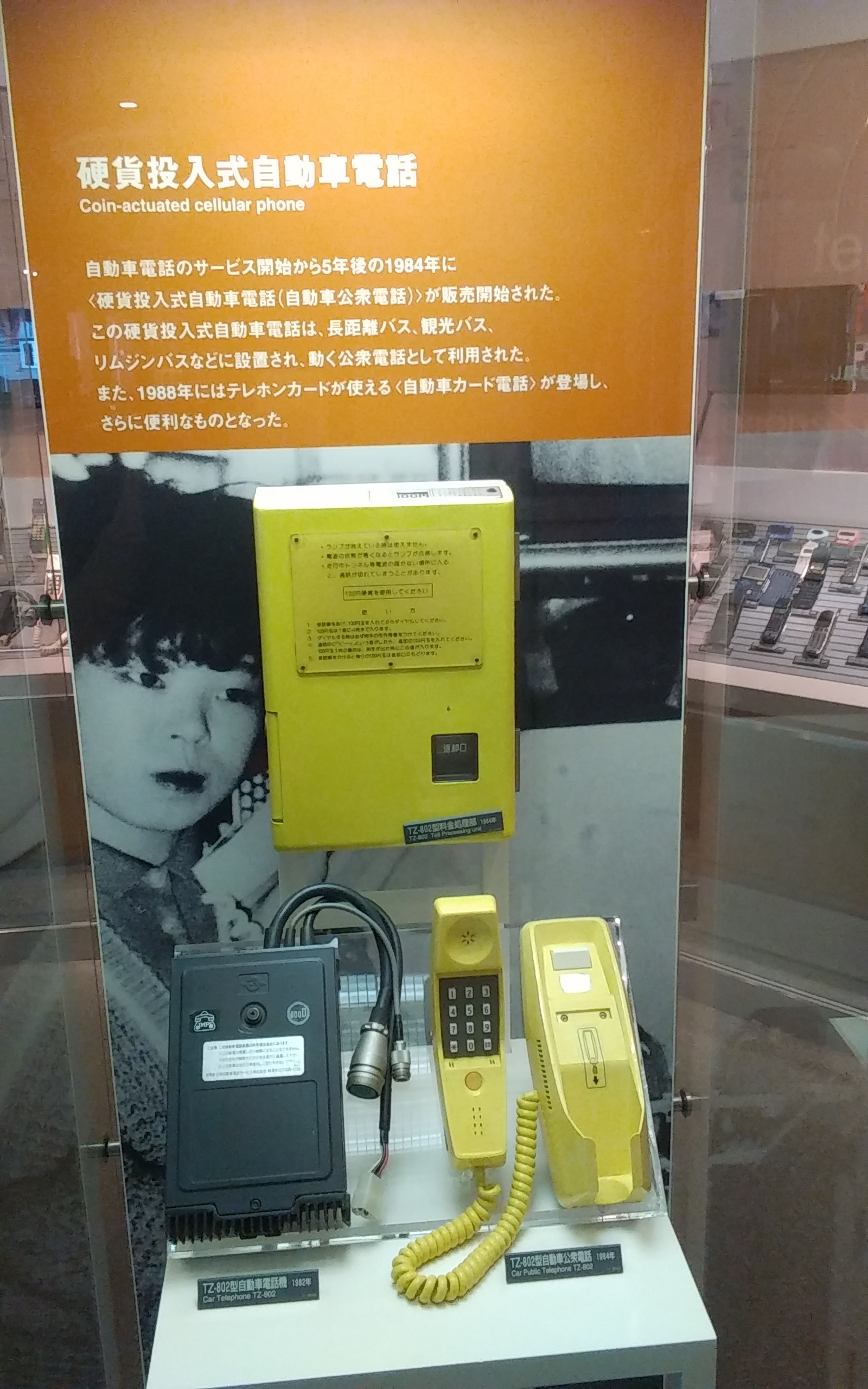
自動車公衆電話 TZ-802（1984年）。左下の黒い箱が本体で、アンテナは別途外付け。
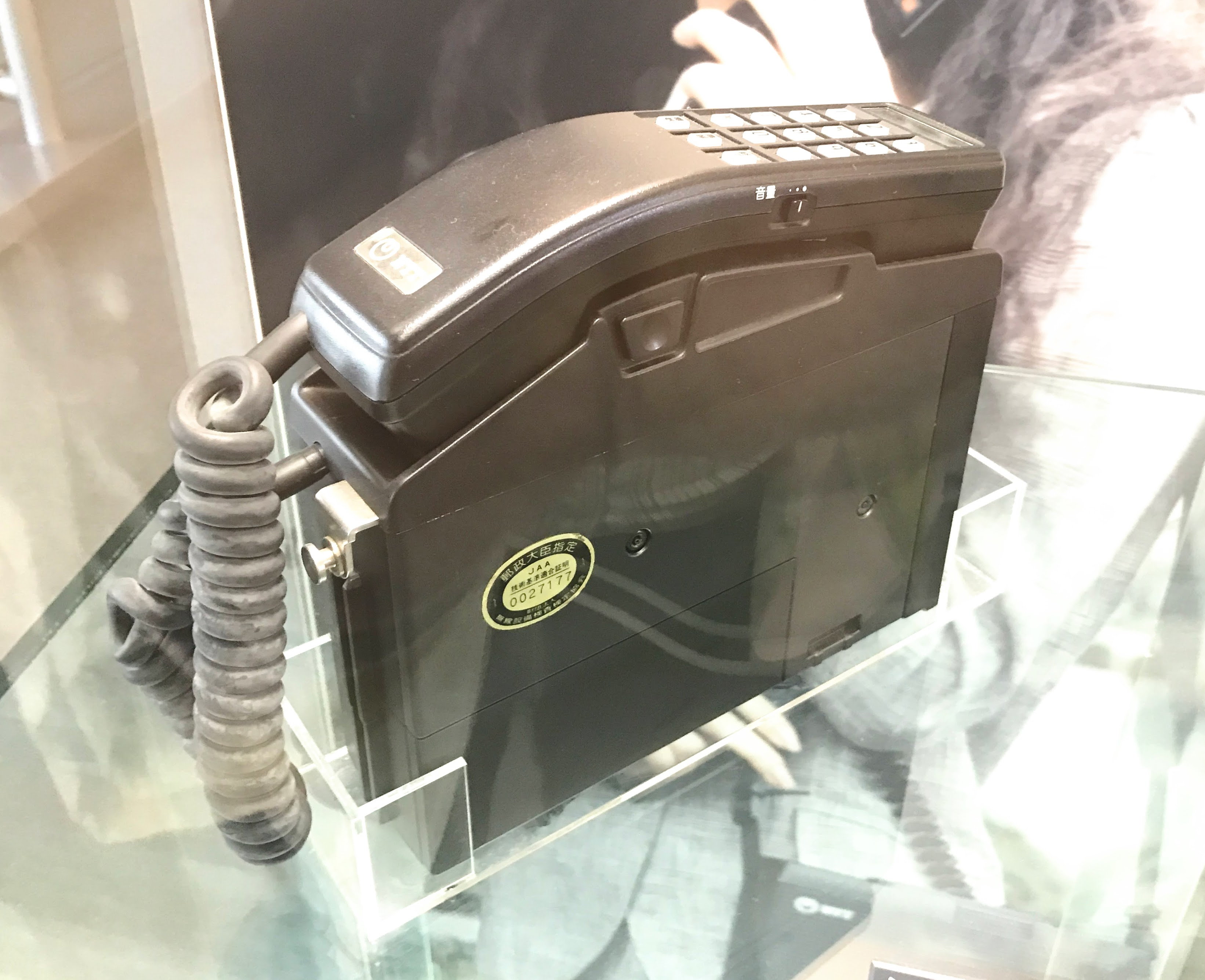
自動車電話100型（ショルダーホン、TZ-802型自動車無線電話用移動無線機、1985年）。
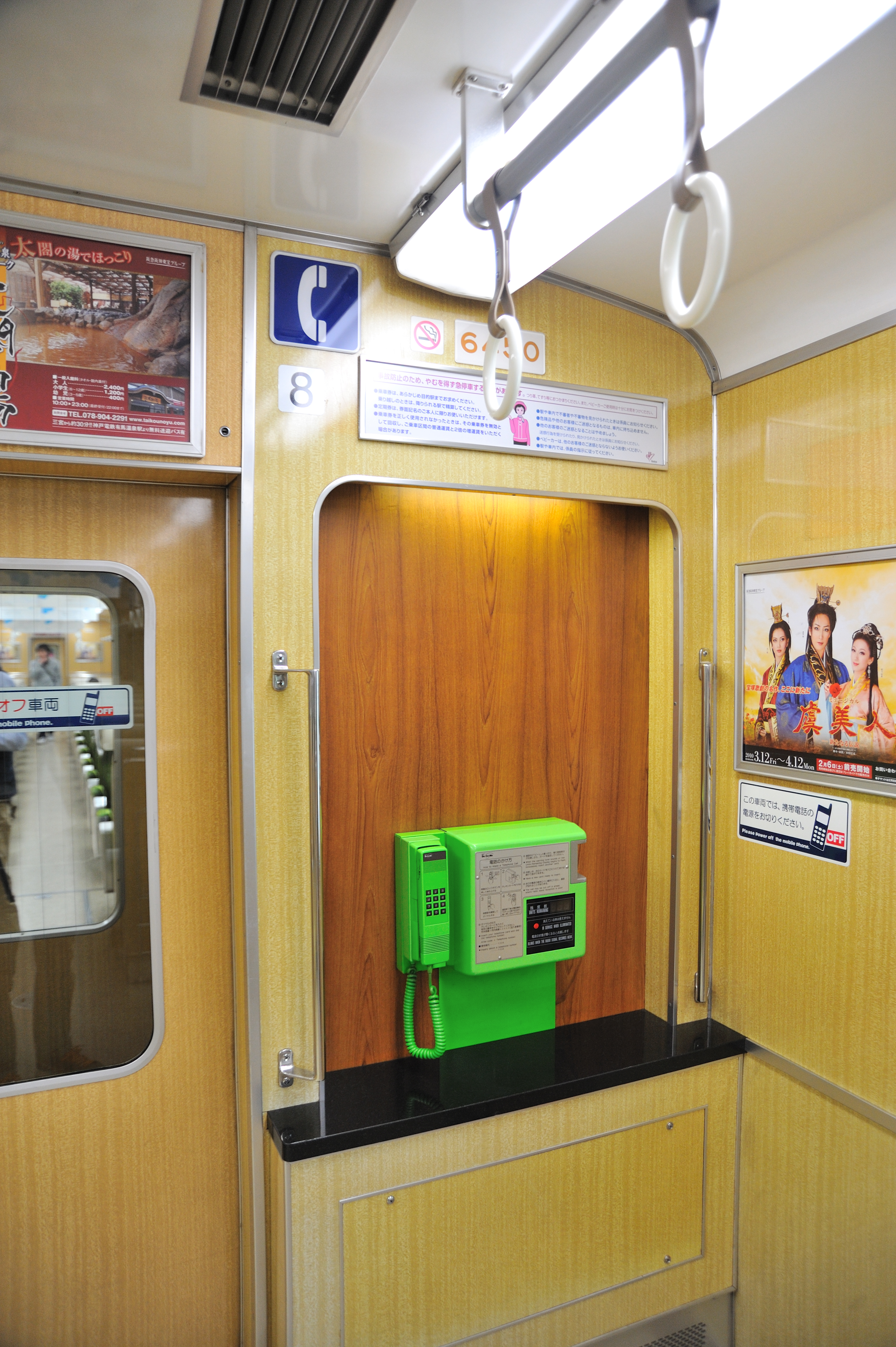
自動車公衆電話を流用した列車電話（阪急6300系電車、2010年撮影）

### au（旧DDIセルラー・IDO）
1985年の電電公社の民営化などの通信自由化政策が行われ、1988年以降、新規参入第一陣として、旧IDO・DDIセルラーグループ（現au）が自動車電話事業を開始した。
アナログ方式、デジタル方式の自動車電話を出してきたが1999年にカーフォンLite M101HA(DDIセルラーグループ) C005NAS(IDO)を出した後は発売していない。auもドコモ同様に第三世代携帯電話に事業の軸足を移しており、自動車電話サービスについてはテレマティクス型へと移行しつつある。

### コンビニエンス・ラジオ・ホン
コンビニエンス・ラジオ・ホン (CRP : Convenience Radio Phone) は、法規上の名称は簡易陸上移動無線電話通信で、 800MHz帯（下り815～821MHz、上り885～887MHz）を利用した大ゾーン方式でハンドオーバー機能が無い（ゾーン間制御等の複雑な制御は行わない）、公衆交換電話網と相互接続される自動車向け移動体通信である。
ゾーン内の同時通話数の少ない地域向けに、基地局・移動局のコストを抑え、自動車電話の普及が遅れていた地方都市に安価な自動車電話を普及させる目的で開発された。
情報化による地域活性化を目的とした郵政省のテレトピア構想に指定された地方都市の一部でサービスが行われていた。
同時通話が可能なチャンネル数が少ないため通話時間が1回3分に制限される、自動車電話からの発信しかできない、携帯端末の小型化が進まなかった、サービスエリアは基地局から20km圏内となっていたものの不感地帯が多かったなど、使い勝手の悪い部分があった。
1989年11月から各社が順次サービスを開始したが、PHS・携帯電話の普及と通話料金の低価格化による競争の激化で経営不振に陥り、1997年7月までに全社がサービスを終了した。
なお譲渡先の携帯電話会社は周波数を携帯電話用に転用することを目論んでいたため、全社ともにサービス終了後に事業譲渡が行われた。
- 十勝テレホンネットワーク→北海道セルラー電話（現 KDDI）
サービスエリアは北海道帯広市及びその周辺地域　1989年11月28日∼1997年7月1日[6][7]
十勝テレホンネットワークは不動産賃貸業者に業態転換後、2011年9月20日破産。
- テレコム青森→NTT東北移動通信網（現 NTTドコモ）
サービスエリアは青森県青森市・弘前市・五所川原市・黒石市及びその周辺地域　1990年7月1日∼1997年7月1日 [6][7]
- 釧路テレコム→NTT北海道移動通信網（現 NTTドコモ）
サービスエリアは北海道釧路市及びその周辺地域　1990年11月1日∼1997年7月1日[6][7]
業態転換後ノーステックテレコムに社名変更し、代理店としてドコモショップを運営。
- 山口ニューメディアセンター→NTT中国移動通信網（現 NTTドコモ）
サービスエリアは山口県山口市・防府市・宇部市・新南陽市・徳山市など、5市3町とその周辺地域　1990年12月1日∼1995年7月[6][8]
山口ニューメディアセンターは業態転換後、2002年3月に解散。
- テレコム八戸→東北セルラー電話（現 KDDI）
サービスエリアは青森県八戸市及びその周辺地域　1993年7月1日∼1997年7月1日[6][7]
テレコム八戸はコミュニティFM「Be FM」の運営会社に業態転換後、ビーエフエムに社名変更。
- 長岡移動電話システム→エヌ・ティ・ティ移動通信網（現 NTTドコモ）
サービスエリアは新潟県長岡市及びその周辺地域　1993年7月1日∼1997年7月1日[6][7]
業態転換後、長岡移動電話システムはコミュニティFM「FMながおか」の運営会社に再び業態転換。
- テレネット遠州→日本移動通信（現 KDDI）
サービスエリアは静岡県浜松市及びその周辺地域　1993年7月1日∼1997年7月1日[6][7]

### 略年表
- 1979年12月3日 - 電電公社が800MHz帯の自動車電話サービスを東京23区で開始[1]。
- 1984年 - 全国主要都市をカバー
- 1988年 - IDOの新規参入
- 1989年 - DDIセルラーグループの新規参入

以降は日本における携帯電話を参照。

### 運転中の使用の規制
日本における道路交通法の改正経緯は下表のとおり。
| 施行日        | 道路交通法の一部を改正する法律 | 改正の内容                                                                         |
| ------------- | ------------------------------ | ---------------------------------------------------------------------------------- |
| 1999年11月1日 | 平成11年5月10日法律第40号      | 運転しながらの通話が禁止。運転者は停車中だけしか使ってはならない。                 |
| 2004年11月1日 | 平成16年6月9日法律第90号       | 無条件・罰則対象。運転中に携帯電話を使用した場合の罰則が強化される。               |
| 2019年12月1日 | 令和元年6月5日法律第20号       | 運転中に携帯電話を使用した場合の罰則がさらに強化される(ながら運転の防止が視野に)。 |